# 福岩

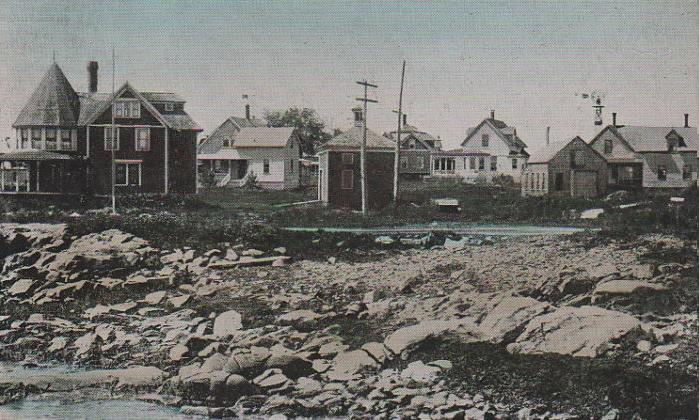
1916年的福岩景觀

福岩（英語：Fortunes Rocks）是美國緬因州約克縣比迪福德一個海邊社區，位於麻薩諸塞州波士頓以北約85英里（140），1999年美國作家安妮塔·雪瑞佛（Anita Shreve）的著作「命運之岩」（Fortune's Rocks）間接地以這個地方作為其背景。